# Vrnčani (gmina Gornji Milanovac)
Vrnčani (cyr. Врнчани) – wieś w Serbii, w okręgu morawickim, w gminie Gornji Milanovac. W 2011 roku liczyła 330 mieszkańców.